# بخش سانتا روزا (مندوزا
بخش سانتا روزا (به اسپانیایی: Departamento Santa Rosa) یک منطقهٔ مسکونی در آرژانتین است که در استان مندوسا واقع شده‌است. بخش سانتا روزا ۸٬۵۱۰ کیلومتر مربع مساحت و ۱۵٬۸۱۸ نفر جمعیت دارد.